# Trichoglottis punctata
Trichoglottis punctata är en orkidéart som beskrevs av Henry Nicholas Ridley. Trichoglottis punctata ingår i släktet Trichoglottis och familjen orkidéer. Inga underarter finns listade i Catalogue of Life.